# Carlos Berg
Pour les articles homonymes, voir Berg.
Friedrich Wilhelm Carl Berg ou Frederico Guillermo Carlos Berg est un  naturaliste et  entomologiste argentin d’origine germano-balte, né le 21 mars 1843 à Tuckum en Courlande (aujourd’hui Tukums en Lettonie) et mort le 19 janvier 1902 à Buenos Aires.

## Biographie
Après avoir travaillé quelques années dans le commerce, il s’installe à Rīga en 1865 et devient conservateur du département entomologique du Muséum, puis de l’université.
En 1873, il est appelé par Hermann Burmeister (1807-1892), directeur du Muséum du Buenos Aires, à venir le rejoindre. Dès 1874, Berg entreprend une expédition en Patagonie pour y récolter des spécimens pour le Muséum. Cette première mission sera suivie d’autres à travers l’Argentine, mais aussi au Chili et en Uruguay.
À part une période de deux ans, de 1890 à 1892, qu’il passe au Museo Nacional de Montevideo, toute sa carrière se déroule à Buenos Aires. Il remplace Burmeister à la tête du Muséum en 1892.
Si sa première spécialisation est l’entomologie, il se consacre aussi à la paléontologie et à l’étude des vertébrés.

## Liste partielle des publications
- 1889 : Substitucion de nombres genericos. III. Comm. Mus. Nac. Buenos Aires, 1 : 77-80.
- 1896 : Batraccios Argentinos.
- 1898 : Contribuciones… Fauna Erpetologica Argentina.

## Source
- Kraig Adler (1989). Contributions to the History of Herpetology, Society for the study of amphibians and reptiles.